# 미시마역
미시마역(일본어: 三島駅、みしまえき 미시마에키[*])은 시즈오카현 미시마시에 위치한 도카이 여객철도, 일본화물철도, 이즈 하코네 철도의 철도역이다. 승강장의 경우 재래선은 2면 4선, 도카이도 신칸센은 1면 2선으로 되어 있다.

## 승강장

### 도카이 여객철도
| 1 | ■도카이도 신칸센 | (상행) | 신요코하마 · 시나가와 · 도쿄 방면                       |
| 2 | ■도카이도 신칸센 | (하행) | 시즈오카 · 하마마츠 · 나고야 · 신오사카 · 오카야마 방면 |

## 인접역
| 도카이 여객철도 도카이도 신칸센               | 도카이 여객철도 도카이도 신칸센                | 도카이 여객철도 도카이도 신칸센 |
| --------------------------------------------- | ---------------------------------------------- | ------------------------------- |
| 아타미 도쿄 방면                              | ■ 도카이도 · 산요 신칸센 히카리 호 · 고다마 호 | 신후지 오카야마 방면            |
| 도카이 여객철도 도카이도 본선                 |                                                |                                 |
| CA01 간나미 구로이소 · 다카사키 · 아타미 방면 | 도카이도 본선                                  | CA03 누마즈 시즈오카 방면       |
| 이즈하코네 철도 슨즈 선                       |                                                |                                 |
| 아타미 도쿄 방면                              | ■특급 오도리코                                 | 미시마타마치 슈젠지 방면        |
| 시·종착역                                     | ■ 보통                                         | 미시마히로코지 슈젠지 방면      |